# Anacréon

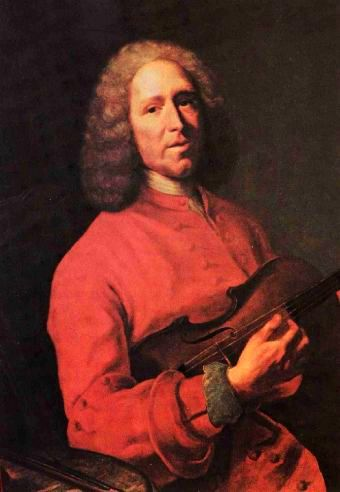
Jean-Philippe Rameau

Anacréon ist eine Oper des französischen Komponisten Jean-Philippe Rameau. Sie wurde erstmals am 31. Mai 1757 als Teil einer überarbeiteten Version des Opernballetts Les surprises de l’Amour an der Pariser Oper aufgeführt. Sie hat die Form eines Einakters acte de ballet. Das Libretto stammt von Pierre-Joseph Bernard.
Rameau hatte eine Oper mit dem gleichen Titel im Jahre 1754 geschrieben. Die frühere Arbeit hatte ein Libretto von Louis de Cahusac und eine völlig unterschiedliche Handlung. Beide werden mit der Figur des antiken griechischen Lyrikers Anakreon verknüpft. Das zweite Anacréon wurde komponiert, um die dritte Ouvertüre einer überarbeiteten Version von Rameaus Opernballett Les surprises de l’Amour („Die Überraschungen der Liebe“) zu sein. Der allegorische Prolog der ursprünglich im Jahre 1748 inszenierten Arbeit, der sich damals noch auf den Frieden von Aachen bezogen hatte, war beim Wiederbeleben 1757 nicht mehr relevant. Das bedeutete, dass die Arbeit nur noch zwei Ouvertüren enthielt, sodass eine weitere Handlung etwa gleicher Länge wie der Prolog geschrieben werden musste. Das überarbeitete Les surprises de l’Amour war ein großer Erfolg. Anacréon wurde auch als separates Werk 1769 und 1771 aufgeführt, nach Rameaus Tod.

## Besetzung
| Rolle                   | Stimme               | Erstaufführung 31. Mai 1757 |
| ----------------------- | -------------------- | --------------------------- |
| Anacréon                | Bassbariton          | Nicolas Gélin               |
| L’Amour                 | Sopran               | Marie-Jeanne Lemière        |
| La Prêtresse de Bacchus | Sopran               | Mlle Davaux                 |
| Agathocle               | Tenor (Haute-contre) | François Poirier            |
| Euricles                | Tenor (Haute-contre) | Monsieur Muguet             |

## Zusammenfassung
Die leichte Handlung betrifft einen Streit über die relativen Vorteile von Wein, symbolisiert von Bacchus, und Liebe. Die Mänaden, Anhänger des Bacchus, behaupten, dass sie unvereinbar seien, und bedrohen den Dichter Anakreon, der eine gegenteilige Ansicht hat. Der Streit wird in Anacréon zugunsten von L’Amour (Amor) gelöst.

## Aufnahmen
- Anacréon – Les arts fleurissants, William Christie (1 CD, Harmonia Mundi, 1982)
- Anacréon – Les Musiciens du Louvre, Marc Minkowski (1 CD, Deutsche Grammophon, 1996)